# Hamden Bics
Gli Hamden Bics sono stati una franchigia di pallacanestro della EPBL e della EBA, con sede a Hamden, nel Connecticut, attivi tra il 1965 e il 1971.
Nacquero nel 1965 come New Haven Elms a New Haven, nel Connecticut. Disputarono tre campionati nella EPBL (saltando la stagione 1967-68), prima di spostarsi a Hamden. Scomparvero dopo la stagione 1970-71.

## Stagioni
| Stagione | Lega | Denominazione  | V  | P  | %    | Piazzamento | Play-off               |
| -------- | ---- | -------------- | -- | -- | ---- | ----------- | ---------------------- |
| 1965-66  | EPBL | New Haven Elms | 8  | 20 | 28,6 | 5º          | -                      |
| 1966-67  | EPBL | New Haven Elms | 7  | 21 | 25,0 | 4º          | Semifinale di division |
| 1967-68  |      | non disputata  |    |    |      |             |                        |
| 1968-69  | EPBL | New Haven Elms | 10 | 16 | 38,5 | 4º          | Semifinale di division |
| 1969-70  | EPBL | Hamden Bics    | 18 | 20 | 64,3 | 3º          | Semifinale             |
| 1970-71  | EBA  | Hamden Bics    | 19 | 9  | 67,9 | 1º          | Finale EBA             |